# Nagroda Poetycka im. Konstantego Ildefonsa Gałczyńskiego
Nagroda Poetycka im. Konstantego Ildefonsa Gałczyńskiego za najlepszy tom roku „Orfeusz” – polska nagroda literacka utworzona w 2011 i wręczana od 2012. Inicjatorem jej utworzenia był Wojciech Kass, dyrektor Muzeum Konstantego Ildefonsa Gałczyńskiego w Praniu. Nagroda ma na celu uhonorowanie osiągnięć polskiej poezji lirycznej. Otrzymują ją autorzy najlepszych książek poetyckich napisanych i wydanych po polsku w roku poprzednim.
Przyznawana jest w dwu kategoriach:
- Orfeusz – za najlepszy tomik roku
- Orfeusz Mazurski – za najlepszy tomik będący dziełem twórcy z Polski północno-wschodniej (Warmia, Mazury, Suwalszczyzna).

Zwycięzcy otrzymywali w latach 2012–2015 pamiątkowe statuetki autorstwa Rafała Strumiłły, a od 2016 autorstwa Aliny Kluzy-Kaji, a także 40 tysięcy zł w przypadku Orfeusza i 13 tysięcy zł w przypadku Orfeusza Mazurskiego.
Wyboru twórców nominowanych oraz laureatów dokonuje jury złożone z poetów, krytyków literackich, literaturoznawców i redaktorów.
Patronat nad nagrodą objęło Ministerstwo Kultury i Dziedzictwa Narodowego, patronat honorowy objęły PEN Club i ZAiKS, patronaty medialne zaś sprawują Polskie Radio, TVP Kultura, tygodnik „Przekrój”, dwumiesięcznik literacki Topos, Radio Olsztyn, Telewizja Olsztyn oraz Gazeta Olsztyńska.

## I edycja w 2012
Jury:
- Tomasz Burek – krytyk literacki, historyk literatury
- Krzysztof Kuczkowski – poeta, redaktor pisma Topos
- Ewa Lipska – poetka
- Feliks Netz – poeta, prozaik
- przewodniczący jury Jan Stolarczyk – redaktor i wydawca
- sekretarz Wojciech Kass – poeta i eseista[2]

Zgłoszono 188 książek poetyckich. W kategorii „Orfeusz” nominowani zostali:
- Przemysław Dakowicz za tom Place zabaw ostatecznych;
- Leszek Engelking za tom Muzeum dzieciństwa;
- Konrad Góra za tom Pokój widzeń;
- Jerzy Górzański za tom Poza tym światem;
- Julia Hartwig za tom Gorzkie żale;
- Roman Honet za tom Piąte królestwo;
- Zbigniew Jankowski za tom Zaraz przyjdzie;
- Łukasz Jarosz za tom Wolny ogień;,
- Krzysztof Karasek za tom Wiatrołomy;
- Krzysztof Koehler za tom Od morza do morza;
- Wojciech Kudyba za tom Ojciec się zmienia;
- Bogusława Latawiec za tom Gdyby czas był ziemią;
- Krzysztof Lisowski za tom Nicości, znikaj;
- Jacek Łukasiewicz za tom Stojąca na ruinie;
- Mieczysław Machnicki za tom Całość;
- Przemysław Owczarek za tom Pasja;
- Marta Podgórnik za tom Rezydencja surykatek;
- Helena Raszka za tom Głosy w przestrzeni;
- Janusz Styczeń za tom Furia instynktu;
- Irena Żukowska-Rumin za tom Alexandreis[3].

Spośród 20 nominowanych jury wybrało następujących pięciu finalistów: Przemysław Dakowicz, Krzysztof Karasek, Wojciech Kudyba, Jacek Łukasiewicz i Janusz Styczeń.
Laureatem I edycji Nagrody im. Konstantego Ildefonsa Gałczyńskiego „Orfeusz” za najlepszy tom poetycki roku 2011 został Krzysztof Karasek.
Orfeusza Mazurskiego nie przyznano.

## II edycja w 2013
Jury:
- Tomasz Burek – krytyk literacki, historyk literatury
- Krzysztof Kuczkowski – poeta, redaktor pisma Topos
- Wojciech Ligęza – krytyk literacki, eseista, wiceprezes krakowskiego oddziału SPP
- Feliks Netz – poeta, prozaik
- przewodniczący jury Jan Stolarczyk – redaktor i wydawca
- sekretarz Wojciech Kass – poeta i eseista[6]

Zgłoszono 182 książki poetyckie. W kategorii „Orfeusz” nominowani zostali:
- Dorota Betlewska-Gutowska, Róża Ksiąg i scenariusze;
- Kazimierz Brakoniecki, Chiazma;
- Zbigniew Chojnowski, Bliźniego, swego;
- Krystyna Dąbrowska, Białe krzesła;
- Jakub Ekier, Krajobraz ze wszystkimi;
- Teresa Ferenc, Widok na życie;
- Barbara Gruszka-Zych, Szara jak wróbel
- Jerzy Górzański, Festyn;
- Jerzy Jarniewicz, Na dzień dzisiejszy i chwilę obecną;
- Łukasz Jarosz, Pełna krew;
- Urszula Kulbacka, Rdzenni mieszkańcy;
- Ewa Lipska, Droga pani Schubert...;
- Piotr Matywiecki, Widownia;
- Jarosław Mikołajewski, Na wdechu;
- Ewa Elżbieta Nowakowska, Merton Linneusz Artaud;
- Jerzy Plutowicz, Miasto małe jak łza;
- Jan Polkowski, Głosy;
- Dariusz Suska, Duchy dni;
- Maciej Woźniak, Biała skrzynka;
- Jarosław Zalesiński, Wiersze ponowne[7].

Spośród 20 nominowanych jury wybrało następujących pięciu finalistów: Kazimierz Brakoniecki, Teresa Ferenc, Jerzy Górzański, Łukasz Jarosz i Jan Polkowski.
Laureatem II edycji Nagrody im. Konstantego Ildefonsa Gałczyńskiego „Orfeusz” za najlepszy tom poetycki roku 2012 został Jan Polkowski za tom Głosy, Orfeusza Mazurskiego za najlepszy tom wydany w Polsce północno-wschodniej (Warmia, Mazury, Podlasie) otrzymał Kazimierz Brakoniecki za tom Chiazma.

## III edycja w 2014
Jury:
- Wojciech Kudyba – poeta, krytyk i historyk literatury
- Tomasz Burek – krytyk i historyk literatury
- Wojciech Ligęza – krytyk literacki i eseista, były wiceprezes krakowskiego oddziału Stowarzyszenia Pisarzy Polskich
- Feliks Netz – poeta, prozaik i twórca słuchowisk
- przewodniczący jury Jan Stolarczyk – redaktor i wydawca
- sekretarz Wojciech Kass – poeta i eseista[10]

Zgłoszono 184 książki poetyckie. W kategorii „Orfeusz” nominowani zostali:
- Miłosz Biedrzycki, Porumb
- Wojciech Bonowicz, Echa
- Przemysław Dakowicz, Teoria wiersza polskiego
- Tadeusz Dąbrowski, Pomiędzy
- Janusz Drzewucki, Dwanaście dni
- Mirosław Dzień, Linia
- Leszek Elektorowicz, Juwenilia i senilia
- Anna Frajlich, Łodzią jest i jest przystanią
- Julia Hartwig, Zapisane
- Bogdan Jaremin, Treny lipca
- Krzysztof Karasek, Słoneczna balia dzieciństwa
- Józef Kurylak, Ciemna głęboka woda bez Boga
- Małgorzata Lebda, Granica lasu
- Krzysztof Lisowski, Poematy i wiersze do czytania na głos
- Leszek Aleksander Moczulski, Kartki na wodzie
- Łukasz Nicpan, Do czytającej list
- Andrzej Niewiadomski, Kapsle i etykietki
- Aleksandra Słowik, Pomiędzy kwartałami śpieszył się i zwlekał
- Beata Szymańska, Złota godzina
- Adam Waga, Chromając[11]

Spośród 20 nominowanych jury wybrało następujących pięciu finalistów: Przemysław Dakowicz, Janusz Drzewucki, Krzysztof Karasek, Józef Kurylak i Adam Waga.
Laureatem III edycji Nagrody im. Konstantego Ildefonsa Gałczyńskiego „Orfeusz” za najlepszy tom poetycki roku 2013 został Przemysław Dakowicz za tom Teoria wiersza polskiego.

## IV edycja w 2015
Jury:
- Tomasz Burek – krytyk i historyk literatury
- Wojciech Kudyba – poeta, krytyk i historyk literatury
- Antoni Libera – pisarz, tłumacz i reżyser teatralny, doktor nauk humanistycznych
- Wojciech Ligęza – krytyk literacki i eseista, były wiceprezes krakowskiego oddziału Stowarzyszenia Pisarzy Polskich
- przewodniczący jury Jarosław Ławski – eseista
- sekretarz Wojciech Kass – poeta i eseista[14]

Zgłoszono 195 książek poetyckich. W kategorii „Orfeusz” nominowani zostali:
- Szymon Babuchowski, Zanim przyjdziesz
- Kazimierz Brakoniecki, Terra Nullius
- Przemysław Dakowicz, Boże klauny
- Mirosław Dzień, Axis Mundi
- Adrian Gleń, Re
- Jerzy Górzański, Wszystko jest we wszystkim
- Barbara Gruszka-Zych, Koszula przed kolana
- Zbigniew Jankowski, Biała przędza
- Tadeusz Kijonka, 44 sonety brynowskie
- Urszula Kozioł, Klangor
- Jacek Łukasiewicz, Rytmy jesienne
- Zbigniew Machej, Mroczny przedmiot pożądania
- Jarosław Mikołajewski, Wyręka
- Jacek Podsiadło, Przez sen
- Jarosław Marek Rymkiewicz, Pastuszek Chełmońskiego
- Piotr Szewc, Cienka szyba
- Janusz Szuber, Tym razem wyraźnie
- Eugeniusz Tkaczyszyn-Dycki, Kochanka Norwida
- Adam Zagajewski, Asymetria[15]

Spośród nominowanych jury wybrało następujących pięciu finalistów: Zbigniew Jankowski, Tadeusz Kijonka, Jarosław Mikołajewski, Jarosław Marek Rymkiewicz i Janusz Szuber.
Laureatem Orfeusza Mazurskiego została Katarzyna Citko za Post tenebras Lux.
Laureatem Orfeusza Honorowego został Feliks Netz za Krzyk sowy.
Laureatem IV edycji Nagrody im. Konstantego Ildefonsa Gałczyńskiego „Orfeusz” za najlepszy tom poetycki roku 2014 został Janusz Szuber za tom Tym razem wyraźnie.

## V edycja w 2016
Jury:
- Tomasz Burek – krytyk i historyk literatury
- Janusz Drzewucki – poeta, krytyk literacki, wydawca i dziennikarz
- Antoni Libera – pisarz, tłumacz i reżyser teatralny, doktor nauk humanistycznych
- Bronisław Maj – poeta, krytyk literacki i wykładowca
- przewodniczący jury Jarosław Ławski – eseista
- sekretarz Wojciech Kass – poeta i eseista[18]

Zgłoszono 199 książek poetyckich. W kategorii „Orfeusz” nominowani zostali:
- Józef Baran, Szczęście w czapce niewidce i 99 nowych wierszy
- Magdalena Bielska, Czarna wyspa
- Wojciech Gawłowski, Różo szronu
- Barbara Gruszka-Zych, Przyrząd do uzdatniania wody
- Urszula Honek, Sporysz
- Jarosław Jakubowski, Światło w lesie
- Łukasz Jarosz, Kardonia i Faber
- Jakub Kornhauser, Drożdżownia
- Witold Malesa-Boniecki, Jesień we Florencji
- Jadwiga Malina, TU
- Łukasz Nicpan, Ostatnie dni lata
- Artur Nowaczewski, Kutabuk
- Kazimierz Nowosielski, Przykładanie ręki
- Uta Przyboś, Prosta
- Jarosław Marek Rymkiewicz, Koniec lata w zdziczałym ogrodzie
- Konrad Sikora, Napisani na ścianach
- Aleksandra Słowik, Czuwanie przy zwłokach
- Ewa Sonnenberg, Hologramy
- Adriana Szymańska, Złoty dzięcioł
- Adam Waga, Samosiew[20]

Spośród nominowanych jury wybrało następujących 5 finalistów: Urszula Honek, Artur Nowaczewski, Ewa Sonnenberg, Uta Przyboś i Jarosław Marek Rymkiewicz. Laureatem Orfeusza Mazurskiego został Erwin Kruk za tom Nieobecność.
Laureatem V edycji Nagrody im. Konstantego Ildefonsa Gałczyńskiego „Orfeusz” za najlepszy tom poetycki roku 2015 został Jarosław Marek Rymkiewicz za tom Koniec lata w zdziczałym ogrodzie.

## VI edycja w 2017
Jury:
- Janusz Drzewucki – poeta, krytyk literacki, wydawca i dziennikarz
- Antoni Libera – pisarz, tłumacz i reżyser teatralny, doktor nauk humanistycznych
- Bronisław Maj – poeta, krytyk literacki i wykładowca
- przewodniczący jury Jarosław Ławski – eseista
- sekretarz Wojciech Kass – poeta i eseista

Zgłoszono 195 tomików poetyckich. W kategorii „Orfeusz” nominowani zostali:
- Irit Amiel, Spóźniona
- Justyna Chłap-Nowakowa, W alfabetycznym nieporządku
- Jakub Domoradzki, Wiersze, których nie lubi mój tata
- Leszek Elektorowicz, Rąbek królestwa
- Zbigniew Jankowski, Wolne miejsce
- Urszula Kozioł, Ucieczki
- Jerzy Kronhold, Skok w dal
- Małgorzata Lebda, Matecznik
- Krzysztof Lisowski, Zamróz
- Maciej Mazurek, Nadchodzi burza
- Urszula Michalak, Dzień za dniem
- Jarosław Mikołajewski, Żebrak
- Piotr Mitzner, Klerk w studni
- Karolina Sałdecka, Psi blues
- Karol Samsel, Jonestown
- Dariusz Suska, Ściszone nagle życie
- Janusz Szuber, Rynek 14/1
- Adam Ziemianin, Zakamarki
- Szymon Żuchowski, Podział odcinka
- Waldemar Żyszkiewicz, Taki lajf. Tejk 7.0[23]

W kategorii „Orfeusz Mazurski” nominowane zostały:
- Alicja Bykowska-Salczyńska, Cno
- Teresa Radziewicz, Pełno światła

Spośród nominowanych jury wybrało następujących 5 finalistów: Jerzy Kronhold, Małgorzata Lebda, Jarosław Mikołajewski, Dariusz Suska i Szymon Żuchowski. Laureatką Orfeusza Mazurskiego została Alicja Bykowska-Salczyńska. Laureatką Nagrody Poetyckiej im. K.I. Gałczyńskiego za najlepszy tom poetycki roku 2016 została Małgorzata Lebda.

## VII edycja w 2018
Jury: Janusz Drzewucki, Antoni Libera, Jarosław Ławski – przewodniczący, Bronisław Maj, Teresa Tomsia
Zgłoszono 240 książek poetyckich. W kategorii „Orfeusz” nominowani zostali:
- Anna Augustyniak, Dzięki bogu
- Natalia de Barbaro, Tkanka
- Kazimierz Brakoniecki, Obrazy polskie
- Jacek Gutorow, Rok bez chmur
- Jarosław Jakubowski, Wzruszenia
- Bogusław Kierc, Jetentamten
- Jerzy Kronhold, Stance
- Krzysztof Kuczkowski, Ruchome święta
- Joanna Kulmowa, 37
- Ewa Lipska, Pamięć operacyjna
- Jarosław Mikołajewski, Listy do przyjaciółki
- Piotr Mitzner, Ulica tablic
- Marcin Orliński, Środki doraźne
- Aleksandra Perycz-Szczepańska, Wierszoterapia
- Ewa Sonnenberg, Wiersze dla jednego człowieka
- Piotr Szewc, Światełko
- Adriana Szymańska, Z księgi Przejścia
- Adam Waga, Ułomki
- Maciej Woźniak, Obywatelstwo podwójnego kraju
- Urszula Zajączkowska, minimum

W kategorii „Orfeusz Mazurski” nominowani zostali:
- Michał Książek, Północny wschód
- Janina Osewska, Niebieska chwila
- Andrzej Wojciechowski, Wiersze dla psa[25]

Spośród nominowanych jury wybrało 5 finalistów: Bogusław Kierc, Jerzy Kronhold, Krzysztof Kuczkowski, Joanna Kulmowa, Piotr Szewc. Laureatem Orfeusza Mazurskiego został Michał Książek. Laureatem Orfeusza Honorowego został Krzysztof Kuczkowski, Laureatką VII edycji Nagrody im. Konstantego Ildefonsa Gałczyńskiego „Orfeusz” za najlepszy tom poetycki roku 2017 została Joanna Kulmowa.

## VIII edycja w 2019
Jury: Janusz Drzewucki, Antoni Libera, Bronisław Maj, Marek Zagańczk, Jarosław Ławski – przewodniczący
Zgłoszono 177 tomików poetyckich. W kategorii „Orfeusz” nominowani zostali:
- Szymon Babuchowski – Jak daleko
- Tomasz Dalasiński – Większe
- Krystyna Dąbrowska – Ścieżki dźwiękowe
- Piotr Grobliński – Karma dla psów
- Barbara Gruszka-Zych – Basiu, wróciłem
- Urszula Honek – Pod wezwaniem
- Bogusław Kierc – Notesprospera
- Krzysztof Kuczkowski – Sonny Liston nie znał liter
- Józef Kurylak – Thau
- Bogusława Latawiec – Pierzchające ogrody
- Małgorzata Lebda – Sny uckermäkerów
- Jarosław Mikołajewski – Basso continuo
- Anna Mochalska – Same głosy
- Michał Piętniewicz – Obiecane miejsce
- Uta Przyboś – Tykanie
- Jan Polkowski – Wśród duchów
- Adrian Sinkowski – Atropina
- Leszek Szaruga – W tym samym czasie
- Julia Szychowiak – Dni powszednie
- Piotr Wojciechowski – Chleb z deszczem

W kategorii „Orfeusz Mazurski” nominowani zostali:
- Marzanna Bogumiła Kielar – Nawigacje
- Anna Matysiak – Tyle nieznanych ryb
- Zbigniew Mikołejko – Heilsberg, to miasto[28]

Spośród nominowanych jury wybrało 5 finalistów: Szymon Babuchowski, Urszula Honek, Bogusław Kierc, Jarosław Mikołajewski, Jan Polkowski. Laureatką Orfeusza Mazurskiego została Marzanna Bogumiła Kielar. Laureatem nagrody za najlepszy tom poetycki roku 2018 został Jarosław Mikołajewski, a Szymon Babuchowski zwyciężył w głosowaniu uczestników gali przyznania nagród oraz internautów.

## IX edycja w 2020
Jury: Anna Legeżyńska, Jarosław Ławski – przewodniczący, Antoni Libera, Bronisław Maj, Marek Zagańczyk
Zgłoszono 236 książek poetyckich. W kategorii „Orfeusz” nominowani zostali:
- Jacek Dehnel – Najdziwniejsze
- Mirosław Dzień – Thambos
- Adam Górski – Pożegnanie. Wyjaśnienie
- Agnieszka Herman – Tło
- Jerzy Kaczmarek – Niewidzialny stygmat
- Urszula Kozioł – Znikopis
- Jerzy Kronhold – Pali się moja panienko
- Ewa Lipska – Miłość w trybie awaryjnym
- Piotr Mitzner – Siostra
- Anna Pawlikowska – Tuż obok życia
- Anna Piwkowska – Między monsunami
- Jakub Pszoniak – Chyba na pewno
- Wiesława Ptaszyk – Gdzie powraca moje słowo
- Janusz Solarz – 47 Sonnenzinów. Sonety z pierwszej linii
- Marcin Świetlicki – Ale o co chodzi?
- Eugeniusz Tkaczyszyn-Dycki – Dwie główne rzeki
- Adam Waga – Urwisko
- Aleksander Wierny – Sygontka
- Adam Zagajewski – Prawdziwe życie
- Katarzyna Zechenter – Tam i tutaj[30][31]

W kategorii „Orfeusz Mazurski” nominowani zostali:
- Erazm Stefanowski – Lipcowe anioły
- Małgorzata Sochoń – wiersz o świcie
- Stanisław Raginiak – Moje Crow River
- Krzysztof Gedroyć – Bierżałowce
- Bogdan Dudko – Ziemia zaklęta[32]

Spośród nominowanych jury wybrało 5 finalistów: Agnieszka Herman, Urszula Kozioł, Piotr Mitzner, Anna Pawlikowska, Anna Piwkowska. Laureatem Orfeusza Mazurskiego został Stanisław Raginiak. Laureatem nagrody za najlepszy tom poetycki roku 2019 został Piotr Mitzner, a Agnieszka Herman zwyciężyła w głosowaniu uczestników gali przyznania nagród oraz internautów. Po raz trzeci w historii nagrody przyznano również Orfeusza Honorowego, a jego laureatem został (pośmiertnie) Andrzej Strumiłło za tom pt. 69.

## X edycja w 2021
Jury: Anna Legeżyńska, Jarosław Ławski – przewodniczący, Antoni Libera, Bronisław Maj, Marek Zagańczyk
Zgłoszono 259 książek poetyckich. W kategorii „Orfeusz” nominowani zostali:
- Anna Augustyniak – Między nami zwierzętami
- Józef Baran – W wieku odlotowym
- Sebastian Brejnak – Filo
- Tadeusz Dąbrowski – Scrabble
- Izabela Fietkiewicz-Paszek – Lipiec na Białorusi
- Robert Gawłowski – Pył
- Robert Gmiterek – Oikoumene
- Andrzej Kopacki – Sonety, ody, wiersze dla Marianny
- Jerzy Kronhold – Długie spacery nad Olzą
- Ewa Ledóchowicz – Sekwoje
- Jacek Łukasiewicz – Cięcia
- Tomasz Ososiński – Dom Andersena
- Uta Przyboś – Wielostronna
- Marek Rapnicki – Pan Amo prosi o głos
- Tomasz Różycki – Kapitan X
- Janusz Solorz – Dziecinada
- Dorota Szatters – Warszawskie Jeruzalem
- Aleksander Wierny – Częstochowa
- Urszula Zajączkowska – Piach
- Adam Ziemianin – Jesienne liście papilarne

W kategorii „Orfeusz Mazurski” nominowani zostali:
- Michał Fałtynowicz – Witajcie w moim Betlejem
- Krystyna Konecka – Kruchość
- Janina Osewska – Jaśnienia
- Teresa Radziewicz – ś[35]

Spośród nominowanych jury wybrało 5 finalistów: Józef Baran, Izabela Fietkiewicz-Paszek, Andrzej Kopacki, Ewa Ledóchowicz i Janusz Solorz. Laureatką Orfeusza Mazurskiego została Teresa Radziewicz. Laureatem nagrody za najlepszy tom poetycki roku 2020 został Andrzej Kopacki a w głosowaniu internautów oraz uczestników gali zwyciężył Józef Baran.

## XI edycja w 2022
Jury: Jarosław Ławski – przewodniczący, Agnieszka Kosińska, Anna Legeżyńska, Bronisław Maj, Marek Zagańczyk.
Zgłoszono 288 książek poetyckich. W kategorii „Orfeusz” nominowani zostali:
- Agnieszka August-Zarębska – po jej wewnętrznej stronie
- Tomasz Bąk – Playbook
- Michał Czorycki – Ciąg dalszy
- Urszula Honek – Zimowanie
- Bogdan Jaremin – Rzeczy, z-myślenia
- Tomasz Jastrun – Przed zmierzchem
- Miłosz Kamiński – Sny sudeckie
- Małgorzata Lebda – Mer de Glace
- Krzysztof Lisowski – Wieści dobre i złe
- Zbigniew Machej – 2020
- Michał Muszalik – Hotel Globo
- Janusz Nowak – w nawiasie
- Jan Polkowski – Pomieszane języki
- Marek Rapnicki – Nieświęta ziemia
- Dorota Szatters – Jerozolima. Fragment większej całości
- Adriana Szymańska – Zielone rolety
- Jacek Świtło – Tu, w dole
- Agnieszka Tarnowska – Uliczanka
- Justyna Tomska – List do patomorfologa.
- Aleksander Wierny – małe nowe ciała[38]

Spośród nominowanych jury wybrało 5 finalistów: Zbigniew Machej, Michał Muszalik, Dorota Szatters, Adriana Szymańska, Aleksander Wierny. Laureatem Orfeusza Mazurskiego został Michał Fałtynowicz za Traktat barbarzyńcy. Laureatem nagrody za najlepszy tom poetycki roku 2021 został Zbigniew Machej, zaś w głosowaniu internautów zwyciężył Michał Muszalik.

## XII edycja w 2023
Jury: Jarosław Ławski (przewodniczący), Agnieszka Czajkowska, Barbara Gruszka-Zych, Bronisław Maj, Marek Zagańczyk.
Zgłoszono 279 tomików poetyckich. W kategorii „Orfeusz” nominowani zostali:
- Józef Baran – Pokój i Wojna
- Wojciech Bonowicz – Wielkie rzeczy
- Tomasz Dalasiński – Sztuka zbierania mgły
- Krystyna Dąbrowska – Miasto z indu
- Jacek Dehnel – Bruma
- Andrzej Domalik – Wiersze
- Izabela Fietkiewicz-Paszek – Koniec srebrnej nitki
- Robert Gawłowski – Peregryn
- Jarosław Jakubowski – Dzień, w którym umarł Belmondo
- Dariusz Kostecki – Z ciszy
- Urszula Kozioł – Momenty
- Jadwiga Malina – Teorie powtórzeń
- Eryk Ostrowski – Dla syna
- Anna Piwkowska – Furtianie
- Jacek Podsiadło – Człowiek, który odjechał
- Alicja Rosé – morze nocą jest mięśniem serca
- Jan Sochoń – Nie pocieszaj się, tylko płacz
- Janusz Solarz – Ze szpalt: (depesze, nekrologi, reklamy, ogłoszenia drobne)
- Kazimierz Sopuch – Jeremiady
- Piotr Szewc – Miejsce[41]

Spośród nominowanych jury wybrało 5 finalistów: Dariusza Kosteckiego, Urszulę Kozioł, Annę Piwkowską, Alicję Rosé i Jana Sochonia. Laureatem Orfeusza Mazurskiego oraz Orfeusza Czytelników został Erazm Stefanowski za tomik Za grosz świętości. Laureatką nagrody za najlepszy tom poetycki roku 2022 została Anna Piwkowska.

## XIII edycja w 2024
Jury: Jarosław Ławski (przewodniczący), Agnieszka Czajkowska, Barbara Gruszka-Zych, Bronisław Maj, Marek Zagańczyk.
Zgłoszono 257 tomików poetyckich. W kategorii „Orfeusz” nominowani zostali:
- Magdalena Bielska – Poradnik dla niedawno zmarłych
- Maciej Bieszczad – Pasaże
- Kamila Caban – Niewiele nieszczęścia
- Tomasz Dalasiński – Wiersze dla żywych
- Arkadiusz Frania – Kropka i kropla
- Aneta Kamińska – Pokój z wido Pókiem na wojnę
- Marzanna Bogumiła Kielar – Wilki
- Urszula Kozioł – Raptularz
- Ewa Lipska – Wariacje Geldbergowskie
- Jacek Mączka – Czwarta mgła. Ruta
- Jacek Napiórkowski – Udając jednorożce
- Marcin Orliński – Późne słońce
- Weronika Pawlik-Kwaśniewska – Pełnia lata
- Piotr Szewc – Zielony anioł i inne oktostychy
- Adriana Szymańska – Epilog z Gwiazdą
- Teresa Tomsia – W znikającym ogrodzie
- Jarosław Trześniewski-Kwiecień – Wesele apokalipsy
- Adam Waga – Ścierń
- Grażyna Zambrzycka – Księga przyjaciół
- Adam Ziemianin – Krzątanie[43]

Spośród nominowanych jury wybrało 5 finalistów: Tomasz Dalasiński, Marzanna Bogumiła Kielar, Marcin Orliński, Teresa Tomsia i Adam Waga. Laureatką „Orfeusza” za najlepszy tom poetycki 2023 została Marzanna Bogumiła Kielar za tomik Wilki, a „Orfeusza Mazurskiego” otrzymał Andrzej Zubkowicz za tomik Nic pewnego.

## XIV edycja w 2025
Jury: Jarosław Ławski (przewodniczący), Agnieszka Czajkowska, Marzanna Bogumiła Kielar, Bronisław Maj, Marek Zagańczyk
Zgłoszono 257 tomików poetyckich. W kategorii „Orfeusz” nominowani zostali:
- Joanna Chachuła – Wyrostki
- Michał Fałtynowicz – Kołysanka
- Maciej Filipek – Place apelowe
- Robert Gawłowski – Otium i inne wiersze rzymskie
- Artur Grabowski – Trzy wyspy (mapa i kalendarz)
- Urszula Honek – Poltergeist
- Stanisław Kalina Jaglarz – Zajęczy żar
- Tomasz Jastrun – Epoka wymierania
- Aneta Kamińska – Pokój z widokiem na wojnę 2
- Bernadetta Kuczera-Chachulska – Tutaj też karmią karpie
- Paweł Kuligowski – Jaki kolor ma anioł i inne wiersze z epoki wielkich odkryć metafizycznych
- Krzysztof Lisowski – Trzeba czasu
- Dominika Parszewska – Kink-meme
- Jan Polkowski – Rozmowy z Brechtem i inne wiersze
- Tomasz Różycki – Hulanki & swawole
- Jan Sochoń – Czułość i popiół
- Rafał Wawrzyńczyk – Dziecko na głowie króla
- Aleksander Wierny – Nagle, zawsze nagle już tego nie mamy
- Dawid Zalewski – Dom, który zrośnie się zdrowo
- Joanna Żabnicka – Dobre sąsiedztwo[45]

Spośród nominowanych jury wybrało 5 finalistów: Stanisław Kalina Jaglarz, Krzysztof Lisowski, Jan Polkowski, Tomasz Różycki, Rafał Wawrzyńczyk. „Orfeusza Mazurskiego” otrzymała Weronika Pawlik-Kwaśniewska za tomik Wielka niebieska woda.